# Péter Gulácsi
Péter Gulácsi (født 6. maj 1990) er en ungarnsk professionel fodboldspiller, som spiller for Bundesliga-klubben RB Leipzig og Ungarns landshold.

## Klubkarriere

### Liverpool
Gulácsi skiftede i 2007 til Liverpool på en låneaftale fra MTK Budapest. Aftalen inkluderede en købsoption, som Liverpool aktiverede i september 2008, hvor at aftalen blev permanent.
Gulácsi spillede få kampe for Liverpool i forskellige tuneringer, dog gjorde han aldrig en optræden i Premier League. I sin tid hos Liverpool havde Gulácsi flere lejeaftaler til Hereford United, Tranmere Rovers og Hull City.

### Red Bull Salzburg
Gulácsi skiftede i juni 2013 til Red Bull Salzburg. I sin tid hos Salzburg vandt Gulácsi den østrigske Bundesliga to gange og den østrigske pokaltunering 2 gange.

### RB Leipzig
Gulácsi skiftede i juli 2015 til RB Leipzig. Han spillede i sin debutsæson en vigtig rolle i, at Leipzig rykkede op i Bundesligaen for første gang nogensinde.
Gulácsi blev kåret til årets målmand i Bundesligaen af Kicker magasinet for 2018-19 sæsonen.
Efter at Marcel Sabitzer forlod Leipzig blev Gulácsi valgt som holdets nye anfører.

## Landsholdskarriere

### Ungdomslandshold
Gulácsi har repræsenteret Ungarn på flere ungdomsniveauer.

### Seniorlandshold
Gulácsi gjorde sin debut for Ungarns landshold den 22. maj 2014.

## Titler
Red Bull Salzburg
- Østrigske Bundesliga: 2 (2013-14, 2014-15)

- ÖFB-Cup: 2 (2013-14, 2014-15)

RB Leipzig
- DFB-Pokal: 2 (2021-22 2022-23)

Individuelle
- Kickers Bundesliga Årets hold: 1 (2018-19)
- Årets Spiller i Ungarn: 2 (2018, 2019)